# Gabriel Baradee
Gabriel Baradee (* 30. April 1981 in Wien) ist ein österreichischer Modedesigner. Er lebt in Wien.

## Leben
Nach dem Ablegen der Matura studierte Baradee an der Universität Wien und der Freien Universität Berlin zunächst Japanologie und schloss mit einem Bakkalaureus ab. Anschließend studierte er an der ESMOD Berlin Stilismus und Modelismus und beendete das Studium als Diplom-Modedesigner.
Baradee erregte bereits frühzeitig Aufmerksamkeit, da er zu den wenigen zeitgenössischen Designern zählt, die sich bereits früh einer nachhaltigen Mode verpflichtet fühlten. 2009 gründete er in Wien das Label Shakkei, unter dem er seither seine Kreationen der Öffentlichkeit vorstellt. Baradee verwendet für seine Entwürfe ausschließlich Materialien aus ökologischer oder nachhaltiger Produktion. Die Verarbeitung erfolgt vorwiegend in der Europäischen Union.
Baradee hat sich oft vom japanischen Kunsthandwerk inspirieren lassen. Seine Entwürfe spiegeln seine tiefe Auseinandersetzung mit den japanischen Stick- und Färbtechniken, wie z. B. Shibori, wider. Er besitzt internationale Erfahrung und hat bereits in Japan, China und England gearbeitet.

## Auszeichnungen und Kooperationen
2011 hat das Wien Museum, das die größte kostümgeschichtliche Sammlung Europas besitzt, einen Entwurf eines aufwendigen Häkelkleides von Baradee aufgenommen (Inventar-Nr. M22591). 2012 gewann er den 'Vienna Awards for Fashion and Lifestyle', in der Kategorie „Best Newcomer“. Dies ist der höchstdotierte privat gestiftete Modepreis Österreichs. Ferner gewann Baradee den Enjoy Award 2013, Best Green Life Style Shop und ist auf der A-List, Best of Austria. Mit seinen Modenschauen ist er regelmäßiger Teilnehmer bei den Fashion Weeks in Wien und Berlin. Er hat bereits an diversen Kunstprojekten, wie z. B. bei der RUHR.2010 – Kulturhauptstadt Europas sowie beim Goethe-Institut in Beijing und der österreichischen Botschaft in Berlin mitgewirkt.
Eva & Adele hat er bei der Art Basel Miami Beach 2011 eingekleidet. Ebenso hat er die Preisträger des Staatspreises des Bundesministeriums für Wirtschaft, Clean Technology 2012, eingekleidet.